# 瓦普廖-达戈尼亚
瓦普廖-达戈尼亚（義大利語：Vaprio d'Agogna），是意大利诺瓦拉省的一个市镇。总面积10平方公里，人口1026人，人口密度102.6人/平方公里（2009年）。ISTAT代码为003153。